# UTC−1
UTC−1 je vremenska zona, koristi se u:

## Kao standarno vreme (cele godine)
- Zelenortska Ostrva

## Kao standardno vreme samo zimi (severna hemisfera)
- Grenland (Danska)
  - istočni deo ostrva, tj. Itokortormit i obližnja područja (koristi evrospka pravila za letnje vreme)
- Portugal
  -  Azorska Ostrva